# Geranium wardii
Geranium wardii là một loài thực vật có hoa trong họ Mỏ hạc. Loài này được Yeo mô tả khoa học đầu tiên năm 1975.